# Rick Buckler
Pour les articles homonymes, voir Buckler.
Paul Richard Buckler, dit Rick Buckler, né le 6 décembre 1955 à Woking (Angleterre) où il meurt le 17 février 2025, est un compositeur et batteur britannique, batteur du groupe The Jam.

## Biographie

### Carrière
Rick Buckler devient le batteur de The Jam en 1972 et le sera jusqu'à la séparation du groupe en 1982. Il forme alors en 1983 Time UK dont le premier single The Cabaret s'écoule à près de 60 000 exemplaires. 
En 1995, il décide de quitter le milieu de la musique et entre dans les affaires en tant que restaurateur de meubles anciens et revendeur à Woking. 
Il revient à la musique en 2005 et fonde le groupe The Gift et y est rejoint en 2007 par un autre ancien de The Jam, Bruce Foxton (en). Le groupe commence ses tournées sous le nom de From The Jam. En septembre 2009, Mark Brzezicki, y remplace Rick Buckler à la batterie. 
En 2011, Rick Buckler rejoint le nouveau groupe de Sham 69 comme batteur mais le groupe se sépare rapidement. 
Depuis 2013, il est manager de chanteurs. 
Son autobiographie, That's Entertainment: My Life in The Jam est publiée en 2015 chez Omnibus Press.